# 議事規則本
議事規則本（ぎじきそくほん）とは、議会において議事（議事手続き）を遂行するための規則を定めた本のことである。
立法議会や組織の審議機関では、いくつかの異なる本が使用されていた。

## 組織への応用
団体は独自の議会規則を作成し、その後その規則で規定されていない会議手続きをカバーする権限を採用することができる。あるいはその逆の場合もある。 議会機関の規則は、団体の憲法や規則、あるいは採択された手続き規則によって置き換えられることがある (いくつかの例外あり)。 採用された手続き規則は、特別議事規則と呼ばれることがある。 すべての情報源からの規則を組み合わせたものを議会手続きと呼ぶ。
議会の権威を採用しない議会は、慣習により議会の権威を使用することも、あるいは「共通議会法」または「議会手続きの共通法」によって統治されていると考えることもできる。議会機関を指定しない規約を採択した協会は、特別議事規則を採択するために必要な同じ投票によって議会機関を採択することができる。また、大衆会議は過半数の投票によって議会の権限を採択することができる。『ロバート議事規則』には、「組織が採択した議会の権威が何も言及していない事項については、議会法に関する他の著作に記載されている規定が説得力を持つ場合がある。つまり、異なる方針に従うための優先的な理由がない場合には、それらの規定は重みを持つ場合があるが、その組織に対して拘束力はない」と記載されている。

## 組織における利用状況の調査
ジム・スローターによる世論調査では、1999年にアメリカの公認プロフェッショナル国会議員（CPP）を対象に、各議会権限をクライアントの何パーセントが利用しているかを尋ねた。「結果は2000年にアメリカ国会議員協会の公式ジャーナルであるParliamentary Journalに掲載された。90パーセントがロバーツ議事規則新改訂版（RONR）、8パーセントが標準議会手続き法(旧スタージス 、現AIPSC)、そして3パーセントがデメテルの議会法および手続きマニュアル(デメテル)、リディックの議事規則(リディック/ブッチャー、ブーリノ議事規則(ブーリノ)、議事規則(デイビス)を含む他の権威ある規則を使用した。」ブリノはカナダで使用された。

### ロバーツ議事規則
『ロバーツ議事規則新改訂版』は、1876 年にヘンリー・マーティン・ロバーツによって初めて出版されました。この本は、原作者とその後継者によって何度も改訂されています。 2020年9月に発行された『ロバーツ議事規則新改訂版』第 12 版は、「ロバート議事規則」として知られる著作集の現在の公式版である。この作品は、アメリカ合衆国で最も人気があり、よく知られている議会の権威である。
国会手続きの標準法は、1950年にアリス・スタージスによって初めて出版され、TSC またはスタージスと呼ばれています。「アメリカ国会議員協会の標準議会手続き法（AIPSC）」と題された新しい本が2012年に出版されました。  AIPSC は、米国医師会代議員会議、米国矯正歯科医師会、および客室乗務員協会など、アメリカの多くの医師および歯科医師の医療協会で使用されています。

### デメテルの議会法と手続きマニュアル
1948年にジョージ・デメターによって最初に出版された『デメターの議会法および手続きマニュアル』は、北米におけるもう一つの議会権威である。北米の労働組合やギリシャの組織では、この制度が支持されることが多い。 2016年現在,『デメテル』はアメリカ国会議員協会によって出版されています。

## 立法議会
どの国でも、立法議会はその性質上、クラブや組織が採用する議会手続きとは異なる特別な規則を持つ傾向があります。

### 議会
英国議会は、アースキン・メイ (初代ファーンバラ男爵)の『議会の法律、特権、議事進行および慣例に関する論文』（アースキン・メイ：議会実務としても知られる）に従っている。 各議院の議事規則もある。
庶民院 (カナダ)はボーシェーヌの議会規則と形式に従います。 ブリノの議事規則は、英語圏のカナダで使用されている別の本です。 ケベック州では、審議会の手順 (一般に Le Code Moerin として知られています) がフランス語の秩序規則です。
オーストラリア下院は下院の慣例に従います。 オーストラリア上院は、オジャーズのオーストラリア上院実務に従います。 オーストラリアの各州および各準州の議会には独自の規則があります。オーストラリアの他の組織では、数多くの手続きに関する参考書が使用されています。

### アメリカ合衆国の議会
アメリカ合衆国上院は、アメリカ合衆国上院の定例規則に従うが、アメリカ合衆国下院は、ジェファーソン マニュアルを含む独自の手順に従っている。
米国の99の州議会（一院制のネブラスカ州を除く各州につずつ）のうち、70 の州ではメイソンの「立法手続きマニュアル」が、13の州ではジェファーソンの「議事規則」が、4の州ではロバーツの「議事規則」が議会手続きを規定している。
メイソンズ・マニュアルは、もともと憲法学者で元カリフォルニア州上院議員のポール・メイソンによって 1935 年に執筆され、彼の死後、全米州議会会議 (NCSL) によって改訂・出版されたもので、州憲法、州法、議会規則に規定がない場合の立法手続きを規定している。NCSL によれば、ほとんどの州議会がロバーツ議事規則ではなくメイソンのマニュアルを使用する多くの理由の 1 つは、ロバーツ議事規則が毎日の公開セッションを行わない民間組織や市民団体に最もよく当てはまるためである。 一方、メイソンのマニュアルは、特に州の立法機関向けに作られている。
市議会や郡委員会などの地方レベルの立法機関は、協会の理事会と同様の機能を果たしており、ロバーツ議事規則を使用している。

## さらに読む

### 立法機関以外の機関
- オーストラリア
  - Laing, Rosemary, ed (2016). Odgers' Australian Senate Practice: as revised by Harry Evans (14th ed.). Canberra: Department of the Senate
  - Elder, David Russell, ed (2018). House of Representatives Practice (7th ed.). Canberra: Department of the House of Representatives
- カナダ
  - Fraser, Alistair; Dawson, W. F. (1988). Beauchesne's Parliamentary Rules and Forms of the House of Commons of Canada (6th ed.). Scarborough, Ont: The Carswell Legal Pubns. ISBN 0-459-32481-0
- イギリス
  - McKay, Sir William (2004). Erskine May's Treatise on the Law, Privileges, Proceedings and Usage of Parliament (23rd ed.). London: Butterworths Law. ISBN 978-0-406-97094-7
- アメリカ
  - Sullivan, John V. (2007). Constitution, Jefferson's Manual, and Rules of the House of Representatives 110th Congress. Washington, DC: US Government Printing Office. ISBN 978-0-16-078973-1.  オリジナルの2008-10-30時点におけるアーカイブ。
  - National Conference of State Legislators (2000). Mason's Manual of Legislative Procedure. Eagan, MN: West Group. ISBN 1-58024-116-6
  - Jefferson, Thomas (1801). Manual of Parliamentary Practice (1st ed.). Washington, DC: Samuel Harrison Smith

### 立法機関
- Education Department, American Institute of Parliamentarians (2013). Comparisons of Parliamentary Authorities (2nd ed.). American Institute of Parliamentarians.  オリジナルの2016-10-09時点におけるアーカイブ。 2016年3月1日閲覧。 A self-study quiz book keyed to RONR (11th), AIPSC, Demeter's Manual (Blue book ed.)  and Riddick's Rules of Procedure.
- Glazer, Barry; Education Department, American Institute of Parliamentarians (2015). Differences Between AIPSC and RONR. American Institute of Parliamentarians.  オリジナルの2016-03-10時点におけるアーカイブ。 2016年3月1日閲覧。
- NAP (1997). Parliamentary Parallels : a comparison of the similarities and differences of major parliamentary authorities. Independence, MO: National Association of Parliamentarians. ISBN 1-884048-23-4 Compares seven Parliamentary Authorities; however, it uses RONR (9th ed.) and TSC (3rd ed.) in the comparison.

### 比較
- Education Department, American Institute of Parliamentarians (2013). Comparisons of Parliamentary Authorities (2nd ed.). American Institute of Parliamentarians.  オリジナルの2016-10-09時点におけるアーカイブ。 2016年3月1日閲覧。 A self-study quiz book keyed to RONR (11th), AIPSC, Demeter's Manual (Blue book ed.)  and Riddick's Rules of Procedure.
- Glazer, Barry; Education Department, American Institute of Parliamentarians (2015). Differences Between AIPSC and RONR. American Institute of Parliamentarians.  オリジナルの2016-03-10時点におけるアーカイブ。 2016年3月1日閲覧。
- NAP (1997). Parliamentary Parallels : a comparison of the similarities and differences of major parliamentary authorities. Independence, MO: National Association of Parliamentarians. ISBN 1-884048-23-4 Compares seven Parliamentary Authorities; however, it uses RONR (9th ed.) and TSC (3rd ed.) in the comparison.

### 学習ガイドと教科書
- Education Department, American Institute of Parliamentarians (2014). Fundamentals of Parliamentary Law and Procedure (4th ed.). American Institute of Parliamentarians.  オリジナルの2016-10-09時点におけるアーカイブ。 2016年3月1日閲覧。